# Susanne Pumper
Susanne Pumper (geb. Fischer; * 1. September 1970 in Wien) ist eine ehemalige österreichische Langstreckenläuferin.
Auf der Bahn wurde sie je achtmal nationale Meisterin über 5000 und 10.000 Meter und viermal über 1500 Meter. In der Halle holte sie fünf Titel über 3000 Meter und drei über 1500 Meter; außerdem wurde sie zweimal Landesmeisterin im Crosslauf. Ende 2011 erklärte sie ihren Rücktritt vom aktiven Laufsport. Wegen Dopings wurde sie im April 2013 als Wiederholungstäterin für acht Jahre gesperrt.

## Werdegang
Bei den Weltmeisterschaften 1999 in Sevilla wurde sie Zwölfte über 5000 Meter, bei den Olympischen Spielen 2000 in Sydney und den Weltmeisterschaften 2001 in Edmonton und 2003 in Paris/Saint-Denis schied sie im Vorlauf aus. Bei den Halleneuropameisterschaften wurde sie Vierte 2002 in Wien sowie Zweite 2005 in Madrid über 3000 Meter.
2001 engagierte sich Pumper im Wahlkampf zur Wiener Landtagswahl für die FPÖ. Unter dem Motto Laufen mit Helene sollte die damalige FPÖ-Spitzenkandidatin Helene Partik-Pablé unterstützt werden.
Im Bereich des Straßenlaufs siegte sie sechsmal beim Österreichischen Frauenlauf (1999–2004) und wurde 2004 und 2006 nationale Meisterin im Halbmarathon, 2006 Meisterin im Marathon (als Gesamtvierte des Vienna City Marathons) und 2007 Meisterin im 10-km-Straßenlauf. Ebenfalls 2007 siegte sie beim Halbmarathon-Bewerb des Wiener Herbstmarathons.

### Dopingsperre 2008
Am 17. April 2008 wurde bekannt, dass Susanne Pumper und die Slowenin Helena Javornik am 9. März 2008 beim Eisbärlauf, einem von ihrem Verein LCC Wien organisierten Halbmarathon, positiv auf Erythropoetin (EPO) getestet worden waren. Daraufhin wurde Susanne Pumper vom Österreichischen Leichtathletik-Verband suspendiert.
Obwohl auch die B-Probe positiv war, beteuerte Pumper ihre Unschuld.
Die unangekündigten Dopingtests waren von Wilhelm Lilge, dem Sportkoordinator des LCC Wien, initiiert worden, um angesichts kursierender Doping-Gerüchte „Klarheit“ herzustellen und der Athletin eine „faire Chance“ zu geben.
Nach Zeitungsberichten vom 5. Juni 2008 soll sie auch bei ihrem Halbmarathon-Rekord im Rahmen des Linz-Marathons am 13. April gedopt gewesen sein.
Am 24. Oktober 2008 wurde Susanne Pumper durch die österreichische Nationale Antidopingagentur (NADA) rückwirkend ab dem 9. März 2008 für zwei Jahre gesperrt, womit auch ihr Rekord von Linz annulliert wurde. Pumper focht danach das Urteil bei der Unabhängigen Schiedskommission an, welche die Sperre aber am 12. Mai 2009 bestätigte.
Am 30. September 2008 hatte zuvor der LCC Wien Wilhelm Lilge und seiner Frau Carina Lilge-Leutner gekündigt, angeblich um Kosten zu sparen. Martin Steinbauer und neun andere Spitzenathleten des LCC erklärten sich mit Lilge solidarisch und verließen den Verein. Gleichzeitig wurde bekannt, dass Susanne Pumper in die Organisation der LCC-Laufveranstaltungen eingebunden werden soll, was vom LCC kurz darauf dementiert wurde.
Sie wurde vom ehemaligen Leipziger Sportmediziner Helmut Stechemesser trainiert, dessen Schützling Jolanda Čeplak 2007 positiv auf EPO getestet worden war und daraufhin für zwei Jahre gesperrt und vom LCC Wien ausgeschlossen wurde. Stechemesser scheiterte mit einer Verleumdungsklage gegen Wilhelm Lilge, der ihm im Zusammenhang mit der Pumper-Affäre vorgeworfen hatte, Bestandteil eines „mafiaähnlichen Dopingnetzwerks“ und ein „Doping-Hintermann“ zu sein. 2010 teilte Florian Zeh, Pumpers Manager von 1996 bis 2000, in einem Interview mit, die Athletin habe bereits 1998 ihm eröffnet, „professionell dopen“ zu wollen, auf Zehs Drohung hin, die Zusammenarbeit dann zu beenden, versprochen, es nicht zu tun.
2009 eröffnete Pumper in Wien das Sport- und Beautyzentrum My Diamond. 2012 wurde sie zur Präsidentin des LCC Wien gewählt.
Nach Ablauf ihrer Dopingsperre wurde Susanne Pumper 2010 als Gesamtzweite beim Graz-Marathon und 2011 als Gesamtsiegerin beim Marathon der 3 Länder am Bodensee erneut nationale Marathonmeisterin.
Im Dezember 2011 führte eine Zeugenaussage der ehemaligen Triathletin Lisa Hütthaler zur Einleitung eines erneuten Dopingverfahrens gegen Pumper. Hütthaler hatte gestanden, im Oktober 2008 Pumper 20.000 Einheiten EPO und 30.000 Einheiten Dynepo verkauft zu haben.
Im April 2013 wurde Pumper rückwirkend vom 6. März 2012 für acht Jahre gesperrt. Die NADA Austria begründete die Länge der Sperre damit, dass Pumper „Wiederholungstäterin“ sei.
Pumper legte Einspruch gegen diese Entscheidung ein. Im September 2013 ordnete die Unabhängige Schiedskommission eine „völlige Beweiswiederholung“ an. Im Februar 2014 wurde die 8-Jahres-Sperre von der Unabhängigen Schiedskommission der NADA Austria bestätigt.
Nachdem der Wiener Leichtathletik-Verband WLV Pumper zum Rücktritt als Präsidentin des LCC aufgefordert hatte, trat der LCC aus dem WLV und dem ÖLV aus, Läufer des LCC sind somit nicht mehr berechtigt, bei Landes und Bundesmeisterschaften zu starten.

## Persönliche Bestzeiten
- 1500 m: 4:15,13 min, 19. August 2000, Wien
  - Halle: 4:15,53 min, 16. Februar 2000, Wien
- 1 Meile (Halle): 4:34,53 min, 5. Februar 2005, Wien (österreichischer Rekord)
- 3000 m: 8:47,04 min, 8. August 2000, Linz (österreichischer Rekord)
  - Halle: 8:47,51 min, 29. Januar 2001, Stuttgart (österreichischer Rekord)
- 5000 m: 15:10,54 min, 22. Juli 2001, London (österreichischer Rekord)
- 10.000 m: 32:12,33 min, 7. Mai 2005, Salzburg (österreichischer Rekord)
- 10-km-Straßenlauf: 33:43 min, 15. April 2007, Deutschlandsberg
- Halbmarathon: 1:12:32 h, 28. Oktober 2007, Wien (ehemaliger österreichischer Rekord)
- Marathon: 2:32:21 h, 7. Mai 2006, Wien (ehemaliger österreichischer Rekord)